# Troy (Texas)
Troy es una ciudad ubicada en el condado de Bell en el estado estadounidense de Texas. En el Censo de 2010 tenía una población de 1645 habitantes y una densidad poblacional de 157,56 personas por km².

## Geografía
Troy se encuentra ubicada en las coordenadas 31°11′52″N 97°18′7″O / 31.19778, -97.30194. Según la Oficina del Censo de los Estados Unidos, Troy tiene una superficie total de 10.44 km², de la cual 10.42 km² corresponden a tierra firme y (0.2%) 0.02 km² es agua.

## Demografía
Según el censo de 2010, había 1645 personas residiendo en Troy. La densidad de población era de 157,56 hab./km². De los 1645 habitantes, Troy estaba compuesto por el 88.09% blancos, el 1.7% eran afroamericanos, el 0.18% eran amerindios, el 0.91% eran asiáticos, el 0.24% eran isleños del Pacífico, el 6.81% eran de otras razas y el 2.07% pertenecían a dos o más razas. Del total de la población el 21.76% eran hispanos o latinos de cualquier raza.

## Educación
El Distrito Escolar Independiente de Troy gestiona las escuelas públicas.